# Kabupaten de Tangerang
Pour l’article homonyme, voir Tangerang.
Le kabupaten de Tangerang, en indonésien Kabupaten Tangerang est un kabupaten d'Indonésie dans la province de Banten. Son chef-lieu est Tigaraksa.
Il fait partie de la conurbation du Jabodetabek qui réunit également les villes de Jakarta, Depok, Bogor et Bekasi et les kabupaten de Bogor et Bekasi.